# Cantó de Néronde
El cantó de Néronde era una divisió administrativa francesa del departament del Loira, situat al districte de Roanne. Comptava 10 municipis i el cap era Néronde. Va desaparèixer el 2015.

## Municipis
- Balbigny
- Bussières
- Néronde
- Pinay
- Sainte-Agathe-en-Donzy
- Sainte-Colombe-sur-Gand
- Saint-Cyr-de-Valorges
- Saint-Jodard
- Saint-Marcel-de-Félines
- Violay

## Història
| Data d'elecció                           | Identitat          | Partit           | Qualitat |
| ---------------------------------------- | ------------------ | ---------------- | -------- |
| 1951-1982                                | Pierre Simon       | CNI              |          |
| 1982-2008                                | Pascal Clément     | UDF, després UMP |          |
| 2008-2015                                | Jean-Claude Tissot | Divers gauche    |          |
| les dades anteriors no són pas conegudes |                    |                  |          |
|                                          |                    |                  |          |

## Demografia
| A partir de 1990: Població sense dobles comptes |